# قنبلة شباك التذاكر

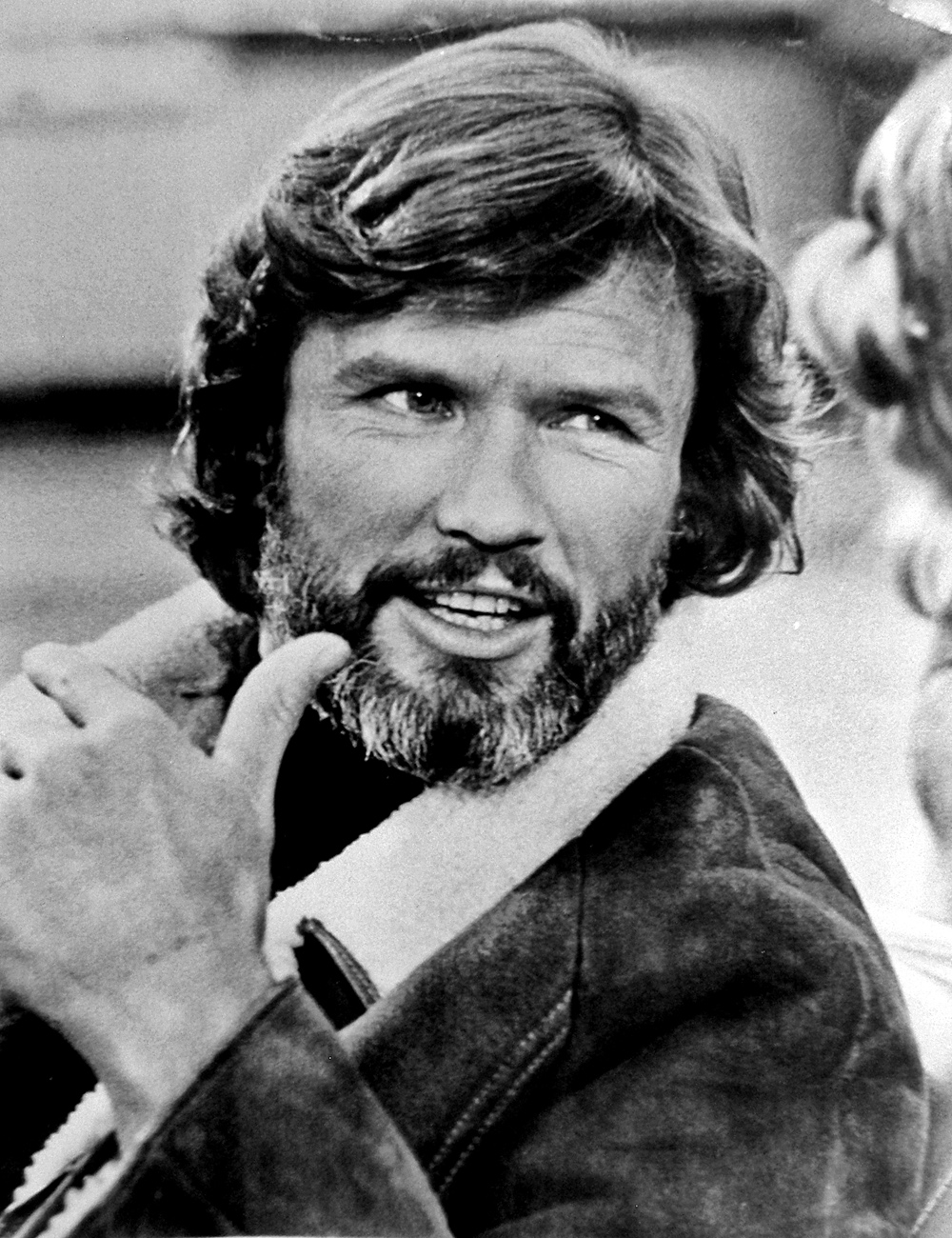

في صناعة السينما، يُطلق مصطلح قنبلة شباك التذاكر أو إخفاق شباك التذاكر (بالإنجليزية: box-office bomb or box-office flop)‏ على الفيلم الذي يُعتبر قليل النجاح أو الربح للغاية خلال عرضه في دور السينما. وعلى الرغم من إمكانية اعتبار أي فيلم فاقت تكاليف إنتاجه وتسويقه إيراداتِه الإجمالية قد تعرض «للإخفاق»، فإن استخدام المصطلح شائع أكثر للدلالة على أعمال الاستديوهات الكبرى التي طال ترقبها وتوقع النتائج المبهرة منها وكلفت مبالغ طائلة في إنتاجها.
ورغم إمكانية اقتران هذا بالمراجعات المتفاوتة أو السيئة، لا ينتج عن التلقي النقدي أداءٌ سلبي في شباك التذاكر بالضرورة.

## أسباب إخفاق الفيلم

### الظروف الخارجية
من حين إلى آخر، قد يكون أداء الأفلام قاصرًا بسبب شؤون غير متعلقة بالفيلم في حد ذاته، وعادة ما ترتبط هذه الشؤون بتوقيت إطلاق الفيلم. وكان هذا أحد أسباب الإخفاق التجاري لفيلم إنتولرانس، الذي أخرجه د. دبليو. غريفيث بعد فيلم ذا بيرث أوف أ نيشن (ولادة أمة). نتيجةً لتأخير في الإنتاج، لم يُطلق الفيلم حتى أواخر عام 1916، في الوقت الذي كانت فيه المشاعر المنتشرة المناهضة للحرب التي يصورها قد بدأت بالتراجع لصالح تأييد الدخول الأمريكي في الحرب العالمية الأولى.
ومن الأمثلة الأخرى للتأثير السلبي للأحداث الخارجية على الأفلام، فيلم الدراما الوثائقية الذي صدر في عام 2015 عن الاتحاد الدولي لكرة القدم (فيفا) تحت عنوان يونايتد باشنز. إذ أطلِق هذا الفيلم في دور السينما ضمن الولايات المتحدة بالتزامن مع خضوع قائد الفيفا للتحقيق بتهم الاحتيال والفساد، فلم يجنِ إلا 918 دولار أمريكي في شبابيك تذاكر الولايات المتحدة خلال افتتاحية نهاية الأسبوع.
وثمة مسائل أخرى من شأنها الإضرار بأداء الأفلام في شبابيك التذاكر، من بينها افتتاح الأفلام في فترات الأزمات الوطنية وبعد الكوارث مثل هجمات 11 سبتمبر عام 2001، وإعصار هارفي، وجائحة فيروس كورونا عام 2020.

### ارتفاع تكاليف الإنتاج
يمكن للميزانيات الضخمة أن تتسبب بالإخفاق المالي للأفلام، حتى في حال أدائها المعقول في شبابيك التذاكر. فعلى سبيل المثال، تأخر فيلم هيفنز غيت، الصادر عام 1980، ثلاثة أشهر عن الجدول الزمني الموضوع للإنتاج، مما أدى إلى تضخم ميزانيته من 12 مليون إلى 44 مليون دولار أمريكي، ولم يحصد سوى 3.5 مليون دولار أمريكي في شبابيك التذاكر.
وبالنسبة إلى فيلم صحارى، الصادر عام 2005، فقد تضخمت ميزانيته إلى 281.2 مليون دولار أمريكي للإنتاج والتوزيع والنفقات الأخرى، في حين حصد 119 مليون دولار أمريكي في دور السينما، ومبلغًا إجماليًا قدره 202.9 مليون دولار أمريكي يشمل عروض التلفاز وبقية الإعانات المالية، ليبلغ صافي خسارته بالتالي 78.3 مليون دولار أمريكي. وفي عام 2012، أوردت شركة ديزني تقارير عن خسائر قدرها 200 مليون دولار أمريكي على فيلم جون كارتر، إذ جنى الفيلم مبلغًا معتبرًا قدره 234 مليون دولار أمريكي على مستوى العالم، غير أن هذا كان أقل بكثير من ميزانيته التي بلغت 250 مليون دولار أمريكي بالإضافة إلى حملة التسويق العالمية.